# 境南町
境南町（きょうなんちょう）は、東京都武蔵野市の町。現行行政地名は境南町一丁目から境南町五丁目。郵便番号は180-0023（武蔵野郵便局管区）。面積は1.05km2。

## 地理
武蔵野市の西部に位置する。北は境、東は三鷹市上連雀、南は三鷹市井口、西は小金井市東町、北西は小金井市梶野町に隣接する。武蔵境駅前は商業施設も多く見られるが、駅前を離れると主に住宅地として利用される。

### 河川

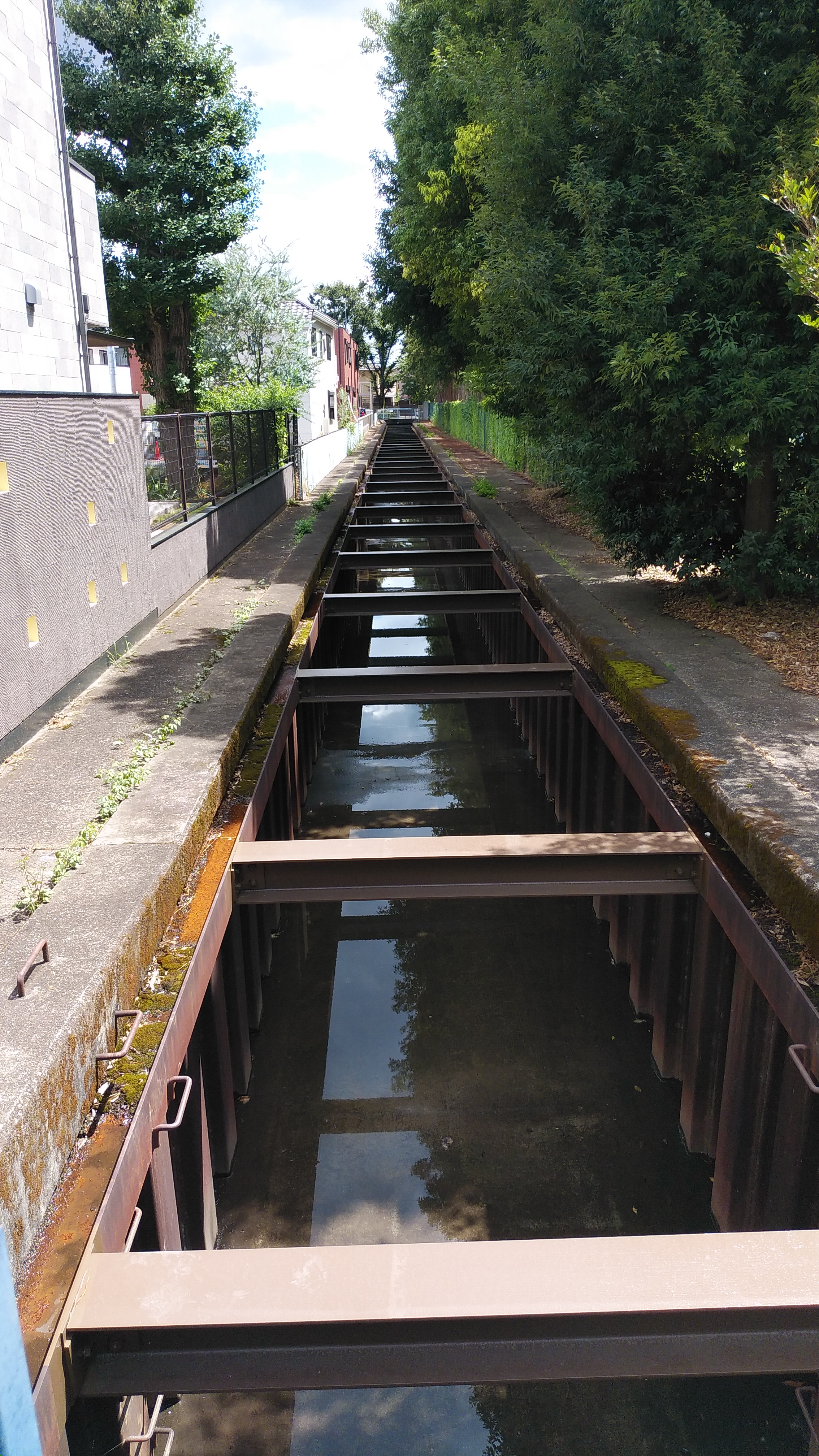
仙川、境南町付近

- 仙川 仙川、境南町付近

### 地価
住宅地の地価は、2017年（平成29年）1月1日の公示地価によれば、境南町3-14-22の地点で43万円/m2となっている。

## 歴史

### 地名の由来
境の南にあることから。なお、旧境村の中心集落は、現在の境南町の地にあった。

### 沿革
- 1962年（昭和37年）4月1日 - 武蔵野市内の町名整理が行われ、大字境が境南町・境・桜堤に分割される[5]。
- 1966年（昭和41年）4月1日 - 住居表示実施[5]。

## 世帯数と人口
2018年（平成30年）1月1日現在の世帯数と人口は以下の通りである。
| 丁目         | 世帯数    | 人口     |
| ------------ | --------- | -------- |
| 境南町一丁目 | 1,254世帯 | 2,357人  |
| 境南町二丁目 | 2,460世帯 | 4,543人  |
| 境南町三丁目 | 1,368世帯 | 2,578人  |
| 境南町四丁目 | 1,515世帯 | 2,766人  |
| 境南町五丁目 | 1,210世帯 | 2,226人  |
| 計           | 7,807世帯 | 14,470人 |

## 小・中学校の学区
市立小・中学校に通う場合、学区は以下の通りとなる
| 丁目         | 街区 | 小学校               | 中学校               |
| ------------ | ---- | -------------------- | -------------------- |
| 境南町一丁目 | 全域 | 武蔵野市立境南小学校 | 武蔵野市立第六中学校 |
| 境南町二丁目 | 全域 | 武蔵野市立境南小学校 | 武蔵野市立第六中学校 |
| 境南町三丁目 | 全域 | 武蔵野市立境南小学校 | 武蔵野市立第二中学校 |
| 境南町四丁目 | 全域 | 武蔵野市立境南小学校 | 武蔵野市立第二中学校 |
| 境南町五丁目 | 全域 | 武蔵野市立境南小学校 | 武蔵野市立第二中学校 |

## 交通

### 鉄道

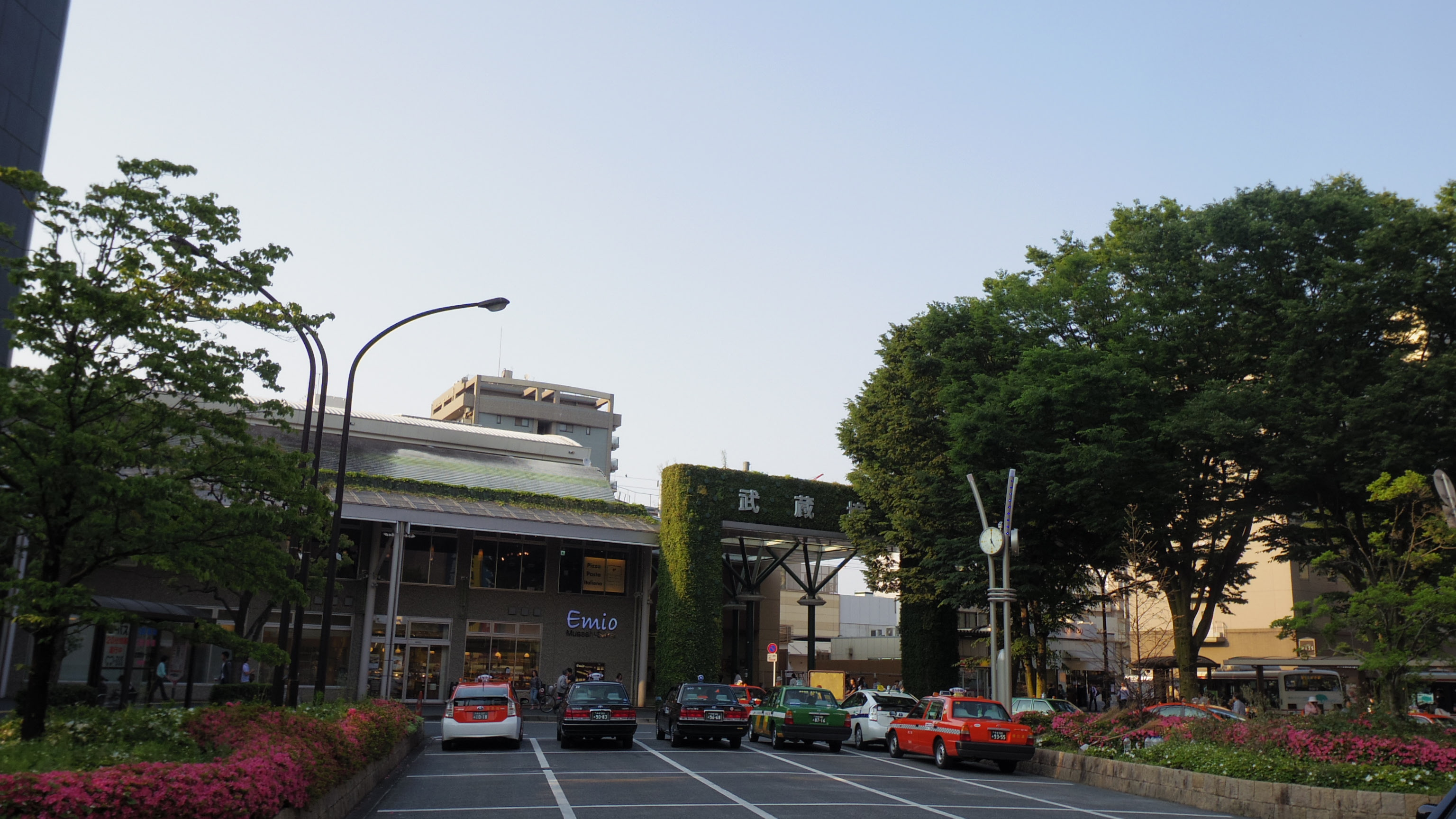
武蔵境駅南口

| 街区内に設置されている駅                      |
| --------------------------------------------- |
| JR中央線 西武多摩川線 - 武蔵境駅(JC13)(SW 01) |

### バス
- 京王電鉄バス調布営業所
- 小田急バス武蔵境営業所

が周辺の路線を運行している。

### 道路

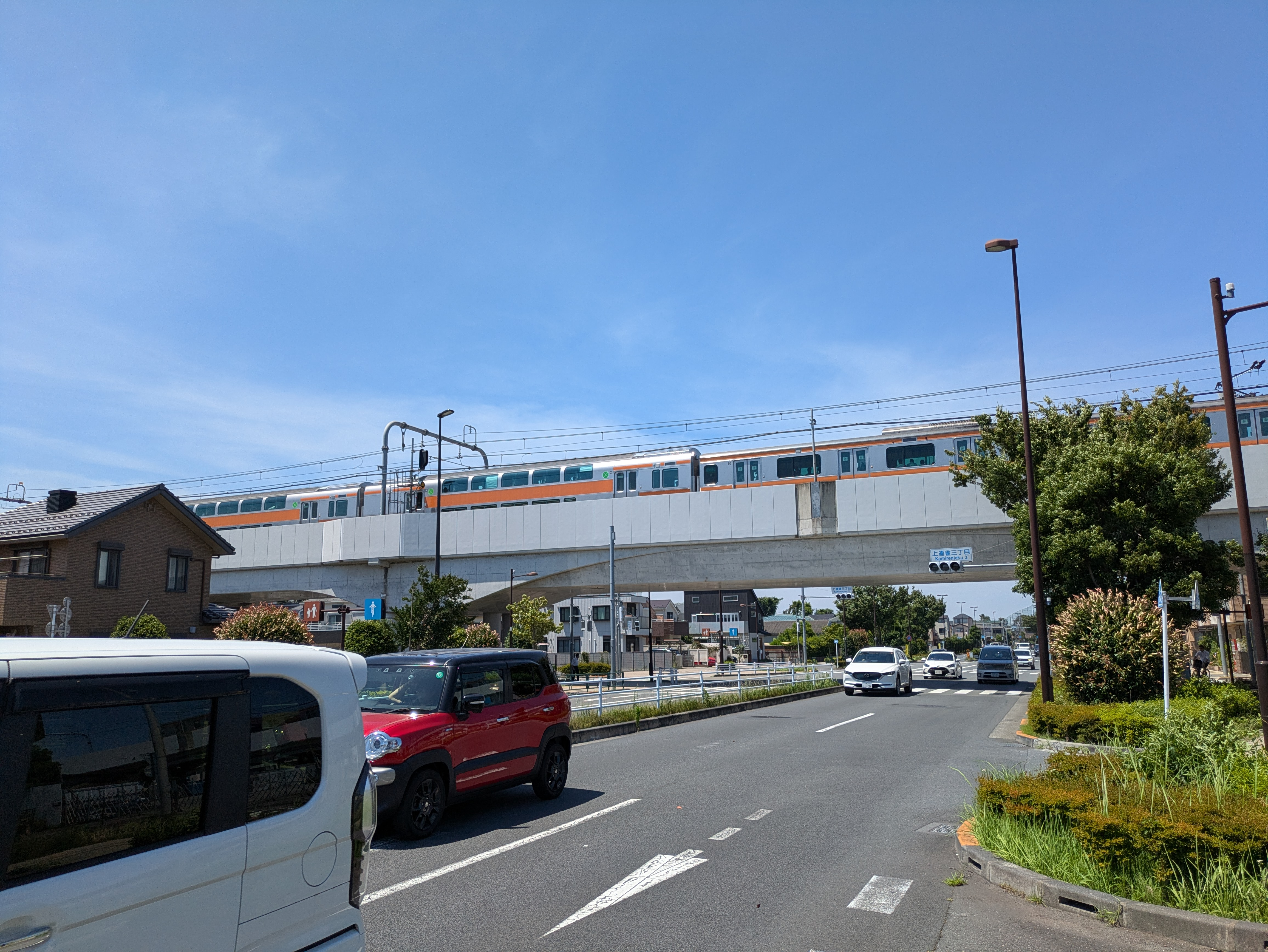
片側二車線の都道12号線と中央線の立体交差部（三鷹市上連雀、武蔵野市境南町）（2025年6月）

- 東京都道12号調布田無線（武蔵境通り）
- 東京都道123号境調布線（天文台通り）
- かえで通り

## 施設

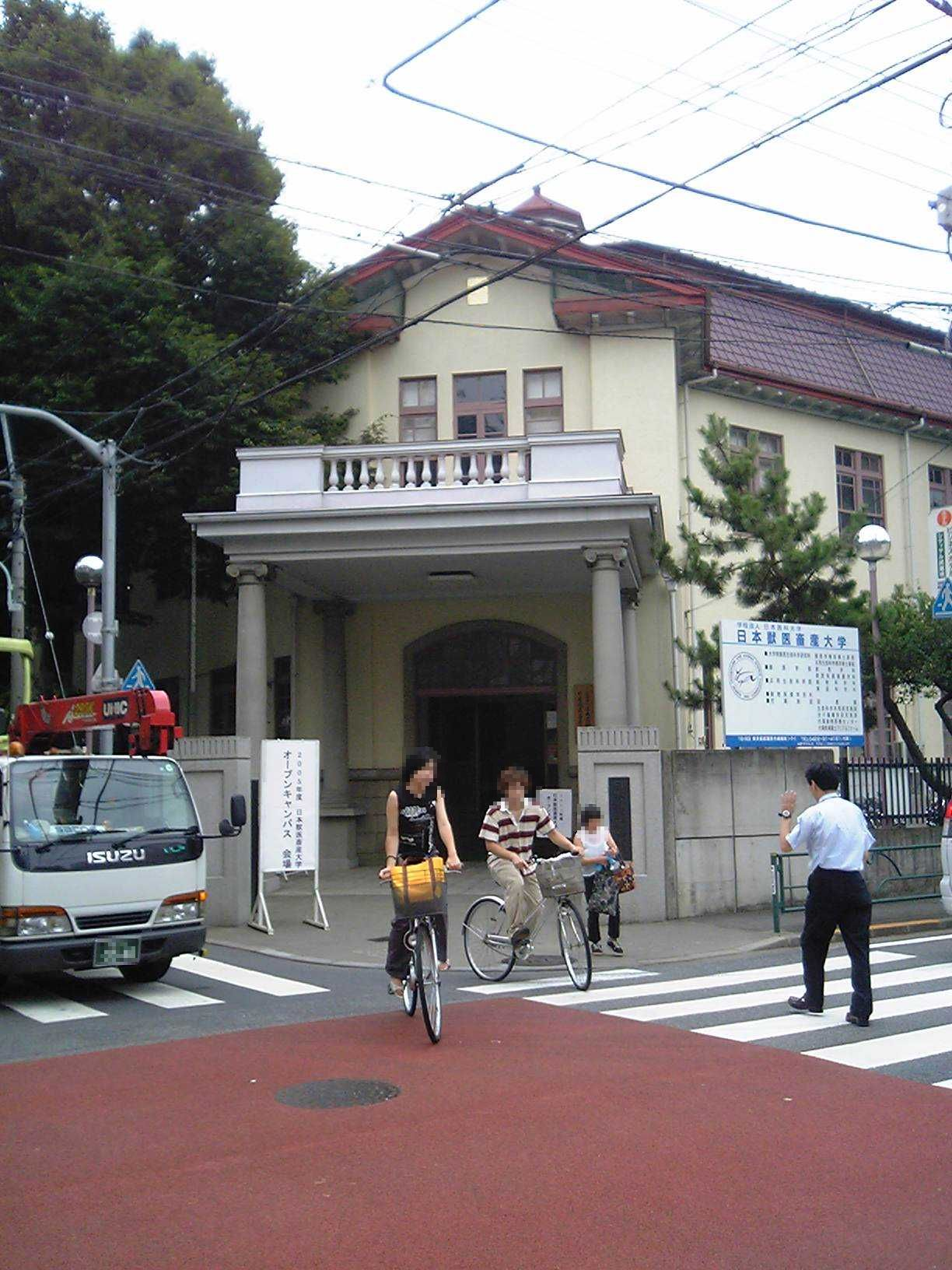
日本獣医生命科学大学
- 武蔵野市立境南小学校
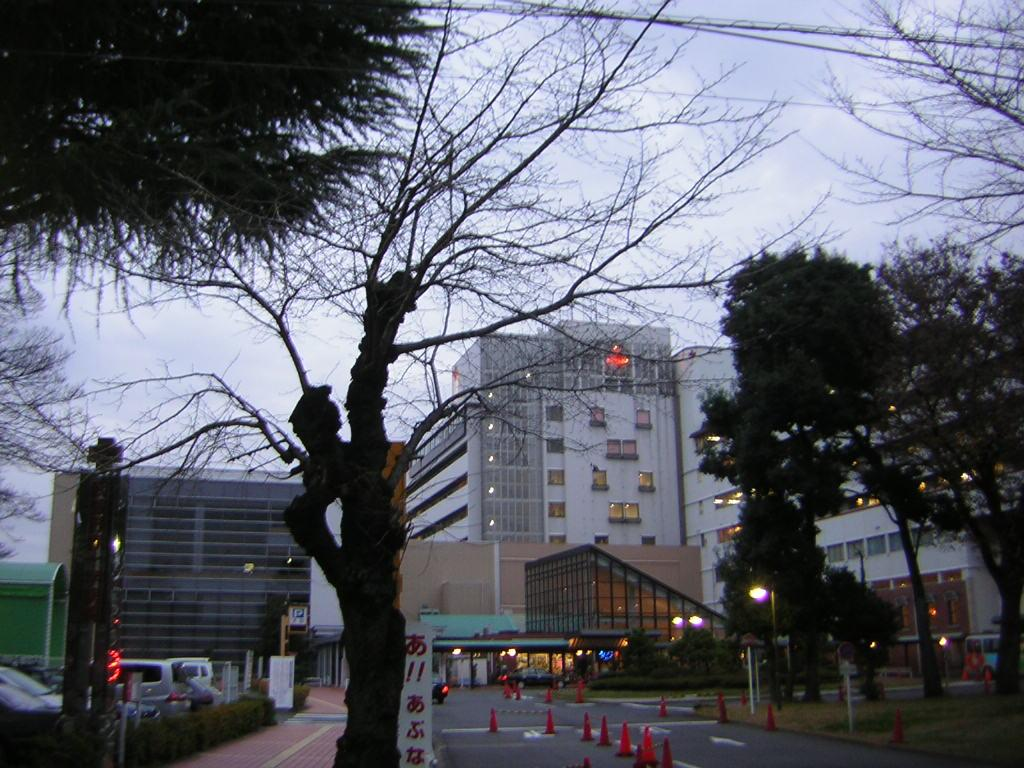
武蔵野赤十字病院
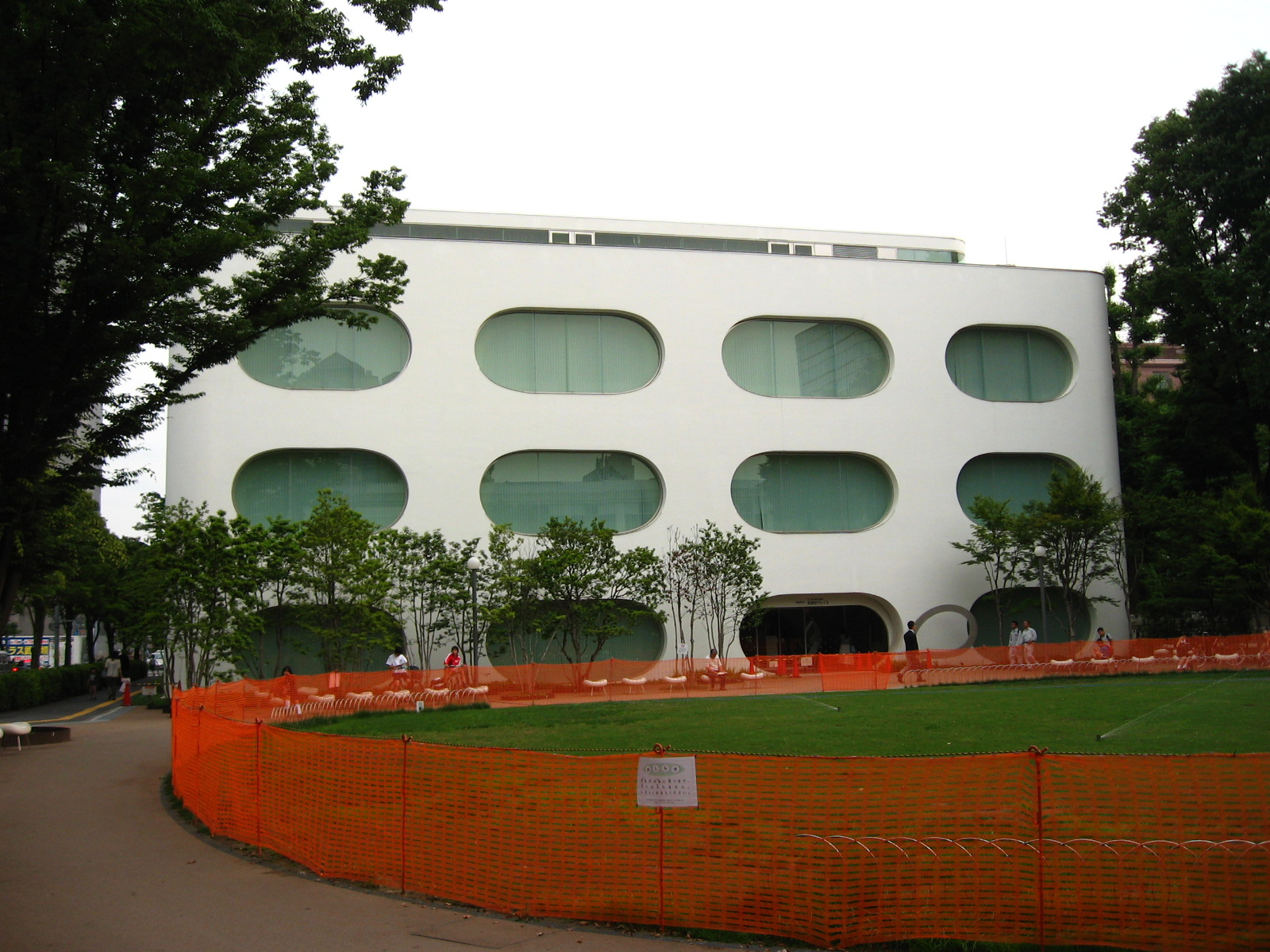
武蔵野プレイス
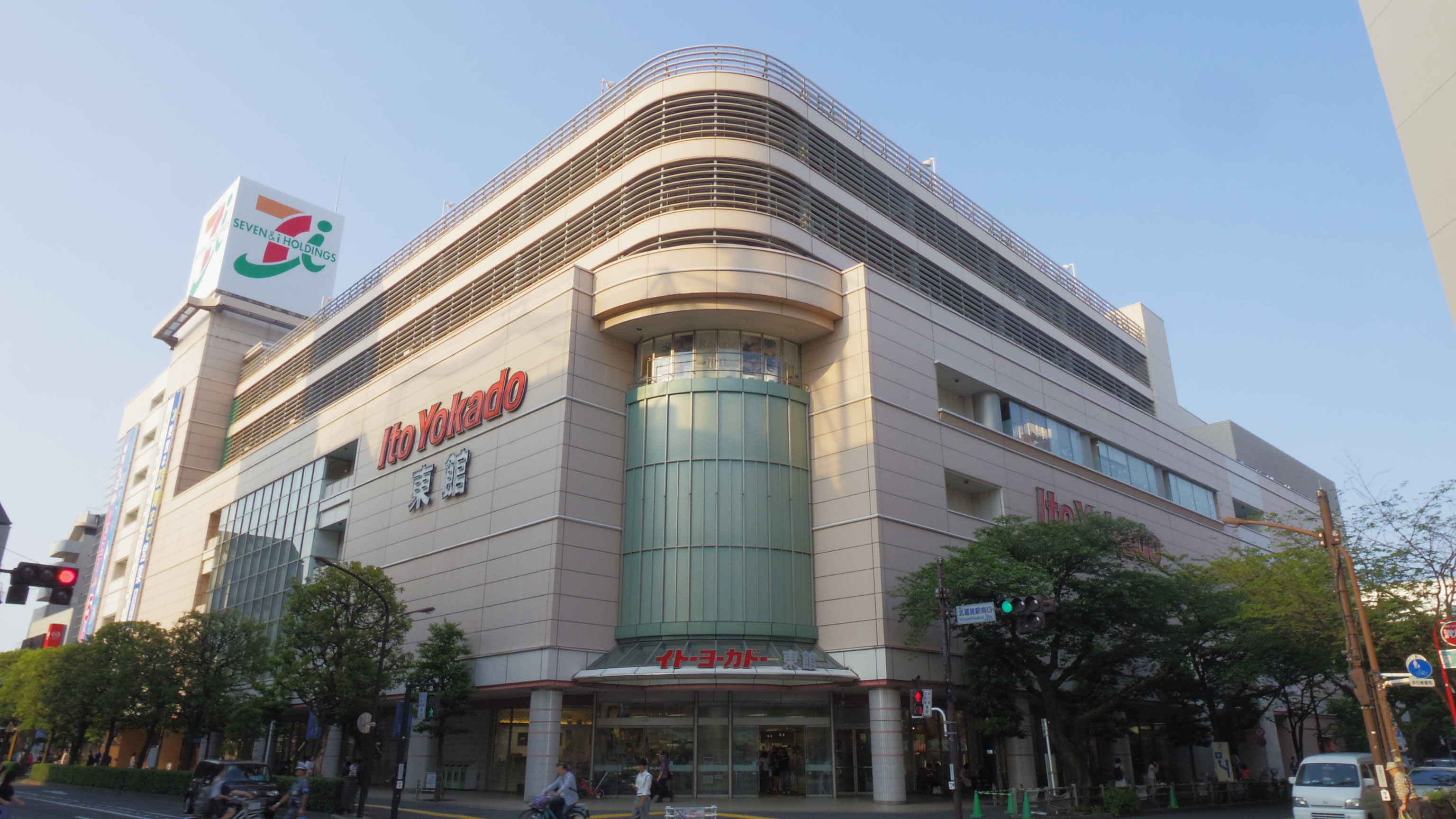
イトーヨーカ堂武蔵境店
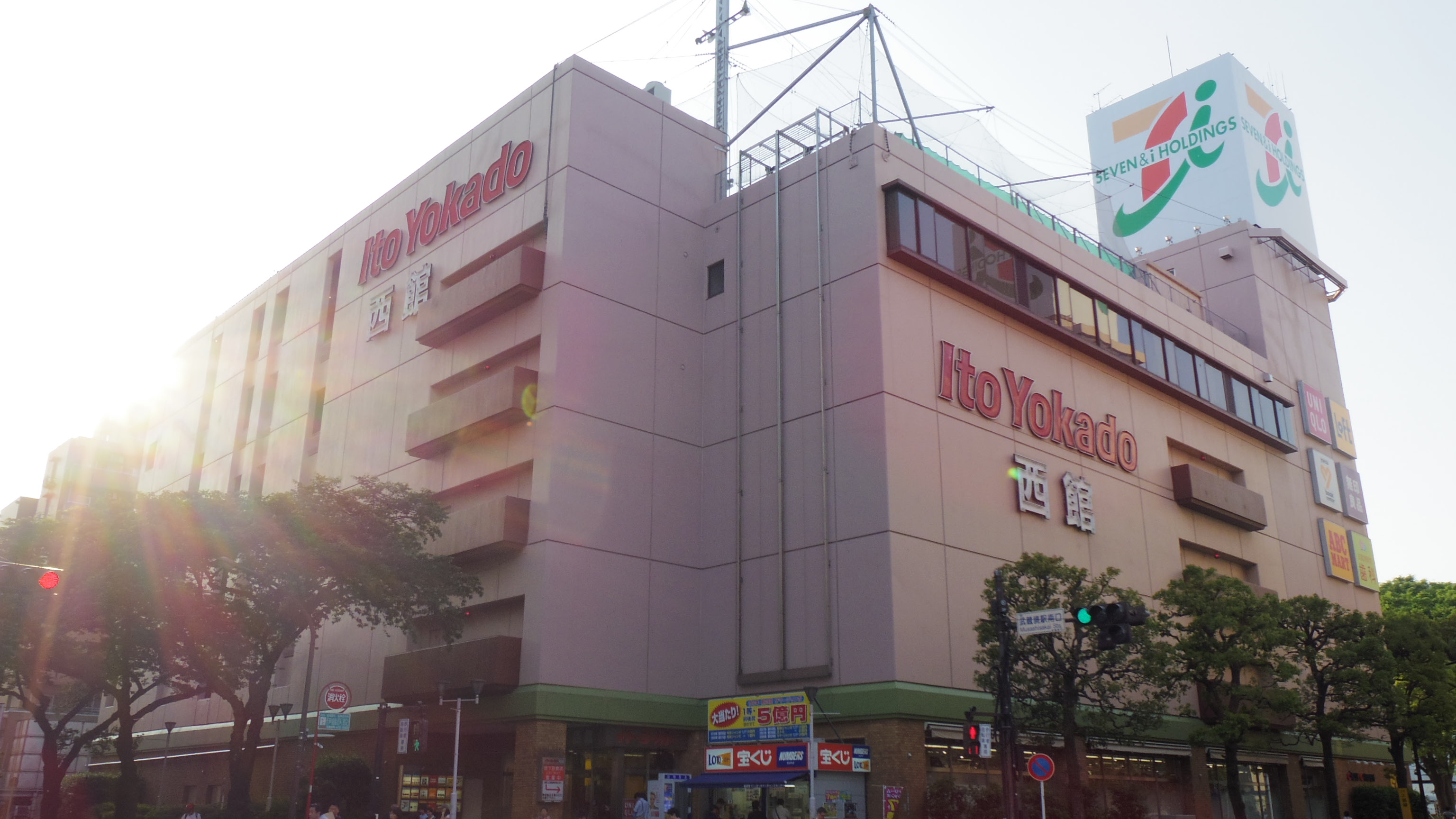
イトーヨーカ堂（西館）
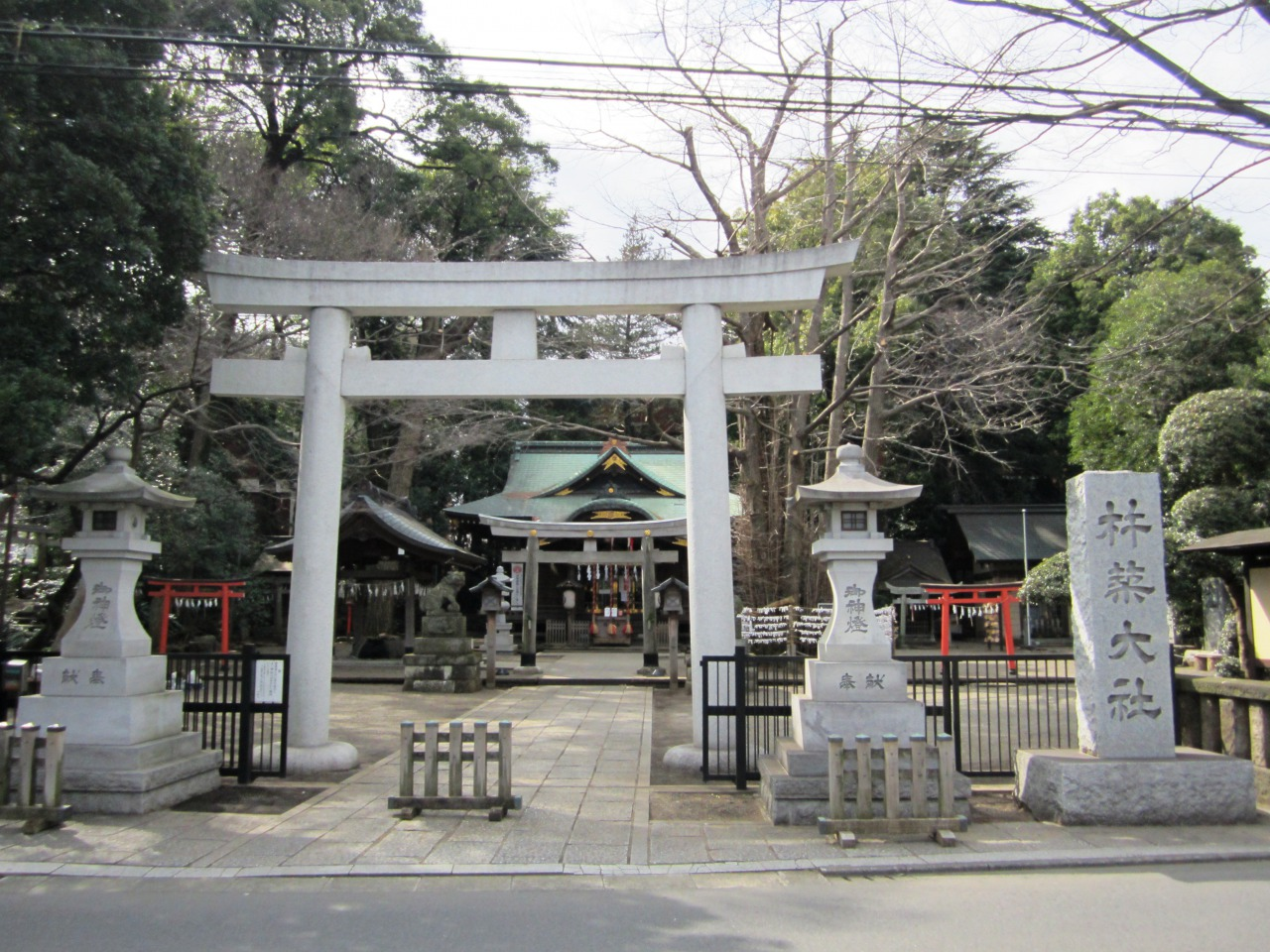
杵築大社
- 小田急バス武蔵境営業所

- 日本獣医生命科学大学
- 武蔵野赤十字病院
- 武蔵野プレイス
- イトーヨーカ堂（東館）
- イトーヨーカ堂（西館）
- 杵築大社